# L'uomo proiettile
L'uomo proiettile è un film italiano del 1995 diretto da Silvano Agosti.

## Trama
Bruno Wolkowitch è un uomo proiettile, che lavora due giorni alla settimana al circo Togni e vive un'importante storia d'amore con la sua assistente Ewelyn. La donna però lo tradisce causandogli forti sofferenze. Intorno a loro sfilano i protagonisti della vita circense, la donna barbuta, la trapezista, il fachiro, il pagliaccio, con le loro storie e le loro debolezze.

## Premi e riconoscimenti
- Nastri d'argento 1996
  - Nomination Migliore scenografia